# جوني هارمز
جوني هارمز (بالإنجليزية: Joni Harms)‏ هي مغنية مؤلفة أمريكية، ولدت في 5 نوفمبر 1959.

## وصلات خارجية
- الموقع الرسمي
- جوني هارمز على موقع ميوزك برينز (الإنجليزية)
- جوني هارمز على موقع ديسكوغز (الإنجليزية)